# Militär-Verdienstkreuz (Waldeck)
Das Militär-Verdienstkreuz war eine Auszeichnung im Fürstentum Waldeck mit zwei unterschiedliche Ausführungen.

## Militär-Verdienstkreuz (1854–1867)
Wurde am 14. Januar 1854 durch Fürst Georg Viktor zu Waldeck gestiftet und war zur Auszeichnung von Offizieren vorgesehen.
Das Kreuz kam in zwei Ausfertigungen zur Verleihung. Offiziere der waldeckischen Truppen konnten damit nach 25 Jahren treu geleisteter Dienste ausgezeichnet werden. Offiziere anderer Nationen erhielten die Auszeichnung für Militärverdienste.
Nach dem Abschluss der Militärkonvention mit Preußen am 18. Juli 1867 wurde die Verleihung der Auszeichnung eingestellt.

### Aussehen
Die Auszeichnung ist ein Silber vergoldetes weiß emailliertes Georgskreuz mit eingeschnittenen Kreuzenden. Im aufliegenden rot emaillierten Medaillon sind die von einem Fürstenhut überragten goldenen Buchstaben  G V  (Georg Viktor) zu sehen. Im Revers ist das Kreuz und das Medaillon ohne Emaille. Mittig finden sich die römischen Ziffern  X X V. (25). Bei der Auszeichnung für nicht waldeckische Offiziere entfallen diese Ziffern.

### Trageweise
Waldeckische Offiziere trugen die Auszeichnung an einem schwarzen Band mit einem roten Seiten- und einem goldenen Randstreifen; fremde Offiziere an einem weißen Band mit schmalen Seitenstreifen in der Folge gold/rot/schwarz auf der linken Brustseite.

## Militär-Verdienstkreuz (1861–1896)
Am 3. Mai 1861 stiftete Fürst Georg Viktor das Militärverdienstkreuz als Militärverdienstorden in zunächst zwei Klassen. Die I. Klasse war dabei für Offiziere, die II. Klasse für Unteroffiziere und Mannschaften vorgesehen. Am 26. September 1878 erfolgte die Stiftung einer III. Klasse, die nur an Mannschaften verliehen wurde. Die II. Klasse war ab diesem Zeitpunkt ausschließlich Unteroffizieren vorbehalten.
Per Dekret vom 28. März 1896 wurde die Verleihung des Ordens eingestellt.

### Ordensdekoration
Das Ordenszeichen ist das bereits oben beschriebene Kreuz und zeigt das gleiche Avers. Bei der I. Klasse ist über dem Tragering ein hohl geprägtes vergoldenes Eichenblatt angebracht. Die II. Klasse ist etwas verkleinert. Das Kreuz der III. Klasse ist ohne Emaille und hat im Revers die zweizeilige Inschrift FÜR VERDIENST. Bei der I. und II. Klasse ist dort keine Beschriftung.

### Trageweise
Die I. Klasse wurde als Halsorden dekoriert, die II. und III. Klasse am Band auf der linken Brustseite getragen. Das Ordensband ist weiß mit Seitenstreifen in den Farben gold/rot/schwarz.